# 万安寥天洞
万安寥天洞，位于山西省临汾市洪洞县万安镇万安村西，傍山而建，原有无影塔、天王殿、地藏殿，均已毁。西北角窑洞内有山洞，深不可测，传说可通往五台山。正殿供奉佛道两教43尊塑像。每年正月十六在此举行盛大的庙会，热闹非凡。万安寥天洞已公布为洪洞县文物保护单位。